# Ana Paula Belo
Ana Paula Rodrigues Belo, född 18 oktober 1987 i São Luís, är en brasiliansk handbollsspelare (mittsexa). Hon vann VM 2013 med Brasilien. 

## Klubbkarriär
Ana Paula Rodrigues Belo började spela handboll 2001 på en brasiliansk skola. Från 2006 fortsatte hon sin karriär i Guarulhos. Sommaren 2007 skrev hon på ett kontrakt med spanska klubben BM Roquetas de Mar. En säsong senare värvades hon av BM Elche Mustang. Belo kom till klubben och den kvalade till EHF-cupen för första gången, och Belo gjorde 246 mål säsongen 2008-2009. Hon värvades sedan av  Elda Prestigio. Med Elda Prestigio spelade hon final i EHF-cupen 2010, men förlorade finalen  mot det danska Randers HK.
Rodrigues Belo började spela för Hypo Niederösterreich sommaren 2011. Hypo hade tecknat ett samarbetsavtal med det brasilianska handbollsförbundet och många brasilianskor spelade för klubben. Med Hypo vann hon både det österrikiska mästerskapet och cupen varje säsong hon spelade där. I cupvinnarcupen i handboll 2012-2013 gick Hypo till finalen och vann sedan finalen mot Issy Paris Hand. 2014 hade hon kontrakt med rumänska CSM Bukarest. Med CSM Bukarest vann hon mästerskapet 2015 och 2016, rumänska cupen 2016 och EHF Champions League 2016. Nästa säsong spelade hon för GK Rostov Don. Med Rostov vann hon EHF-cupen 2017 och ryska mästerskapet 2017. Hon skadade hälsenan och var borta från spel från maj 2018 till mars 2019. I januari 2020 flyttade hon till franska Chambray Touraine HB.  Säsongen 2021–2022 spelade hon för HC Dunărea Brăila. Hon gick sedan till klubben SCM Craiova inför säsongen 2022/2023.

## Landslagskarriär
Ana Paula Rodrigues Belo deltog med det brasilianska laget vid de 16:e panamerikanska spelen i Guadalajara. Där vann hon guldmedaljen och bidrog med sex mål till den slutliga segern över Argentina. Hon deltog även vid OS 2008 i Peking, OS 2012 i London, OS 2016 i Rio de Janeiro och vid OS 2020 i Tokyo.
Rodrigues Belo har spelat ett flertal VM-turneringar med Brasilien. Hennes första VM var 2009, sedan följde 2011 och 2013. Vid världsmästerskapet i handboll för damer 2013 i Serbien vann hon VM-guld med Brasilien. Hon slutade vid VM 2013 nia i skytteligan med 39 mål.  Hon vann ytterligare en titel 2013 vid Panamerikanska mästerskapen, där hon valdes in i all-star-team. Hon vann också guldmedaljen vid Panamerikanska mästerskapen 2017. Hon har fortsatt att spela i landslaget och har till 2022 spelat 219 landskamper och gjort 783 mål i landslaget.